# Dialetto bresciano
Il dialetto bresciano (nome nativo: dialèt bresà o bressà) è, insieme al bergamasco, al cremasco, ai dialetti delle zone confinanti delle province di Cremona e Mantova, un idioma del gruppo orientale della lingua lombarda, appartenente al ceppo delle lingue gallo-italiche. Il bresciano è parlato, nelle sue diverse varietà, nel territorio della provincia di Brescia, nella parte nord-occidentale della provincia di Mantova (Castiglione delle Stiviere, Solferino, Medole, Castel Goffredo, Casalmoro, Asola), in quella sud-occidentale della provincia di Trento, nella valle del Chiese, valli Giudicarie e val Rendena
.

## Caratteristiche principali
(Sconosciuto)
La maggior parte del lessico del bresciano ha origini latine, esattamente come nella lingua italiana: infatti, i dialetti del lombardo sono nati dal latino volgare parlato in quei territori abitati al tempo della colonizzazione romana da popolazioni di varie stirpi. Il territorio bresciano in particolare fu sede dei Galli Cenomani che si insediarono a loro volta sovrapponendosi alle popolazioni preesistenti, probabilmente di stirpe affine ai Liguri e agli Euganei nelle valli e da genti di origine etrusca nelle pianure.
Più tardi il territorio bresciano fu invaso dai Longobardi, popolazione germanica originaria della Scandinavia meridionale, che hanno lasciato numerose tracce nel lessico.
Nell'evoluzione successiva, il bresciano ha accolto termini provenienti da altre lingue, quali principalmente l'italiano che è ormai conosciuto e parlato dalla totalità della popolazione bresciana e dal quale provengono quasi tutti i neologismi, ma anche il francese (per esempio: söför da chauffeur, conduttore di vettura; oppure pöm da pomme, mela) e in tempi recenti l'inglese (per esempio: fóbal da football, pallone da calcio, gioco del calcio;  compiùter da computer, calcolatore elettronico eccetera).
Il dialetto bresciano, come gran parte dei dialetti italiani e delle lingue minoritarie regionali italiane, fino a sessant'anni fa era il linguaggio di ogni giorno e conosciuto da tutti nella provincia di Brescia, poiché poche persone conoscevano un italiano corretto. In particolare modo in provincia, dove fino agli anni sessanta il 70% dell'economia girava attorno all'agricoltura e all'allevamento, il bresciano era l'unico idioma conosciuto. Oggi, seppure permanga in larga misura accanto a un'ampia 
conoscenza dell'italiano, ha perso quella vasta varietà di vocaboli, chiaramente diversi dall'italiano, che soprattutto in ambito agricolo rendevano classificabile ogni singolo utensile. È possibile sentire vocaboli ormai desueti, in particolare relativi all'ambito agricolo, solo da persone di età avanzata. Tra le generazioni più giovani è in uso un dialetto fortemente contaminato dall'italiano.

## Zona di diffusione
La distribuzione del bresciano è con buona approssimazione assimilabile con i confini provinciali. Poiché la provincia di Brescia è molto estesa, anche le varietà dialettali sono numerose e risentono delle influenze degli idiomi parlati nelle province confinanti.
Nella zona occidentale si risente molto del confinante e affine dialetto bergamasco. Nelle parlate della bassa (territorio pianeggiante a sud della città) è possibile riconoscere l'influsso del cremonese e del mantovano, sebbene siano proprio le parlate dell'alto cremonese e dell'alto mantovano a essere influenzate dal dialetto bresciano.
Particolari inflessioni, gerghi, detti e modalità espressive le si possono riconoscere già passando nei diversi comuni come Manerbio, Leno, Bagnolo Mella, Ghedi, Verolavecchia, Quinzano d'Oglio, Pontevico,  San Paolo e Orzinuovi in cui certi vocaboli o espressioni comuni al dialetto bresciano vengono spesso riconvertite e fatte proprie; per esempio gnaro/matèl, sòc/s-cèpol, fasöl/mantilì eccetera.

## Classificazione
Il bresciano appartiene al gruppo delle lingue romanze, e in particolare, essendo un dialetto lombardo, appartiene al ceppo galloitalico. All'interno dei dialetti del lombardo, il bresciano si colloca insieme al bergamasco, al cremasco, al soresinese e alle parlate dell'alto mantovano, fra i dialetti lombardi orientali.

## Varianti
Le varianti del dialetto bresciano sono molto numerose. In alcuni casi si tratta di semplici variazioni nella pronuncia, ma alcune parlate, come per esempio il lumezzanese, i dialetti della Val Camonica e il gardesano mostrano differenze molto marcate a tal punto da ridurre considerevolmente la mutua comprensibilità. Oltre a queste già elencate, si possono incontrare altre importanti varianti del dialetto bresciano nelle zone della Bassa Bresciana, della Franciacorta, dell'Alto Mantovano ed a Monte Isola (lago d'Iseo).

## Fonologia
Le seguenti note si basano essenzialmente sulla varietà parlata nell'area urbana di Brescia. I principi generali sono validi anche per le altre varietà del bresciano benché si possano incontrare differenze locali anche notevoli.
Il bresciano ha 9 vocali e 20 consonanti.

### Consonanti
|               | bilabiale | labiodentale | dentale | alveolare | postalveolare | palatale | velare | labiale-velare |
| ------------- | --------- | ------------ | ------- | --------- | ------------- | -------- | ------ | -------------- |
| occlusiva     | p b       |              |         | t d       |               |          | k g    |                |
| nasale        | m         |              |         | n         |               |          |        |                |
| vibrante      |           |              |         | r         |               |          |        |                |
| fricativa     |           | f v          |         | s z       | (ʃ)           |          |        |                |
| affricata     |           |              |         |           | ʧ ʤ           |          |        |                |
| approssimante |           |              |         |           |               | j        |        | w              |
| laterale      |           |              |         | l         |               | ʎ        |        |                |

- Le consonanti sonore /b/, /d/, /ɡ/, /v/, /z/, /ʤ/ non si trovano mai in finale di parola.
- Il fonema /ʧ/ viene pronunciato [j] se precede una consonante. Questo non accade mai all'interno di una stessa parola in quanto la sequenza /ʧ/+consonante non esiste in bresciano. Per contro, ciò avviene quando il fonema /ʧ/ è in posizione finale di una parola che ne precede una che inizia per consonante. Per esempio:

i è nacc a Bèrghem - [iɛnaʧaˈbɛrɡɛm] = sono andati a Bergamo
i è nacc vìa - [iɛnajˈvia] = se ne sono andati
- La laterale palatale /ʎ/ compare soltanto nella parola englià /enˈʎa/ (traducibile in italiano con di là) e nel verbo sbaglià e rispettive forme coniugate. Esempio:

va 'nglià a éder - /venʎaaˈedɛr/ = vai di là a vedere
sbàgliet mìa - /ˈsbaʎet ˈmia/ = non sbagliarti
- I suoni /j/ e /w/ sono fonemi semiconsonantici, palatale il primo e labiale-velare (coarticolazione) il secondo. Sono fonemi diversi dalle vocali /i/, /u/. Le coppie minime riportate nell'esempio che segue mettono in evidenza questa situazione:

/kwat/=quanto
/kuˈat/=covato
/pjat/=piatto
/piˈat/=morso
- Localmente, il suono [s] viene sostituito dal suono [h]. Ciò accade principalmente nei dialetti della Val Trompia, della media e bassa Valle Camonica e in Franciacorta. In queste aree pertanto Brescia viene pronunciato [ˈbrɛhɔ] invece che [ˈbrɛsɔ].

In realtà, anche nelle aree dove questo fenomeno è la regola, ci sono alcune interessanti eccezioni da tenere in conto. Parole come grasie (it. grazie) non vengono mai pronunciate *[ˈɡrahje]. La pronuncia più comune nelle ultime generazioni è [ˈɡrasje] ma nelle persone più anziane non è infrequente sentirlo pronunciare [ˈɡrahʧe].
Altri esempi per questo aspetto:
licensià (licenziare) → [liʧenˈsja] / [lehenˈʧa]
cristià (cristiano) → [crisˈtja] / [crihˈʧa]
pasiù (passione) → [paˈsju] / [pahˈʧu].
- Il fonema /ʃ/, anche se viene utilizzato in un crescente numero di parole, non è un suono genuino e viene utilizzato principalmente per i prestiti dall'italiano. Per esempio:

scià /ʃiˈa/ = sciare

### Assimilazione
L'assimilazione in confine di parola è un fenomeno comune in bresciano. L'assimilazione può essere completa o parziale.
Assimilazione completa avviene quando due suoni occlusivi entrano in contatto. In questo caso la prima occlusiva viene completamente assorbita dalla seconda ed il suono risultante ha tutte le caratteristiche della seconda consonante tranne che la durata dell'articolazione viene allungata. Per esempio:
el g'ha fat pàla [ɛlgafaˈpːala]
l'è tròp calt [ˌlɛtrɔˈkːalt]
el gat bianc [ɛlgaˈbːjaŋk]
Lo stesso fenomeno avviene quando una consonante occlusiva precede una nasale o una consonante liquida. Per esempio:
en gat négher [ɛŋgaˈnːegɛr]
l'è tròp mis [ˌlɛtrɔˈmːis]
so ché strac mórt [soˌkestraˈmːort]
L'assimilazione completa avviene anche quando una consonante occlusiva precede una fricativa. Per esempio:
l'è nit vért [ˌlɛniˈvːert]
Quando una sequenza nasale-occlusiva viene in contatto con un'altra consonante occlusiva o una fricativa, la prima occlusiva cade completamente e la nasale subisce un'assimilazione parziale. In questo caso non avviene nessun allungamento dell'articolazione. Per esempio:
el ga 'l sanc blö [ɛlˌgalsamˈblø]
l'è lonc fés [ˌlɛloɱˈfes]
Ma quando un'occlusiva precede una [z], l'assimilazione coinvolge entrambe le consonanti ed il risultato è un suono affricato:
l'è nit zó ècc [lɛˌniʣːoˈɛʧ]
l'è tròp zalt [ˌlɛtrɔˈʣːalt]
Il fonema /n/ può essere sottoposto ad assimilazione a seconda del punto di articolazione delle consonanti che seguono. Pertanto, il fonema /n/ nelle sequenze /-nk-/ e /-nɡ-/ viene reso con la velare [ŋ], nelle sequenze /-nv-/ o /-nf-/ viene reso con la labiodentale [ɱ] e nelle sequenze /-np-/ e /-nb-/ viene reso con la bilabiale [m].

L'assimilazione anche in questo caso avviene anche se i suoni entrano in contatto pur appartenendo a parole diverse, per cui:
en ca [ɛŋˈka] - (un cane)
vàghen fò! [ˌvaɡeɱˈfɔ] - (sbrigati!)
l'an pasàt [ˌlampaˈsat] - (lo scorso anno)

### Vocali
Il bresciano ha 9 fonemi vocalici:
| IPA | Descrizione                                 | Esempio     | Italiano |
| --- | ------------------------------------------- | ----------- | -------- |
| i   | Vocale anteriore chiusa non arrotondata     | sic /sik/   | cinque   |
| e   | Vocale anteriore semichiusa non arrotondata | sét /set/   | sete     |
| ɛ   | Vocale anteriore semiaperta non arrotondata | sèc /sɛk/   | secco    |
| a   | Vocale anteriore aperta non arrotondata     | sac /sak/   | sacco    |
| o   | Vocale posteriore semichiusa arrotondata    | ciót /tʃot/ | chiodo   |
| ɔ   | Vocale posteriore semiaperta arrotondata    | sòc /sɔk/   | ceppo    |
| ø   | Vocale anteriore semichiusa arrotondata     | söt /søt/   | asciutto |
| y   | Vocale anteriore chiusa arrotondata         | mür /myr/   | muro     |
| u   | Vocale posteriore chiusa arrotondata        | mur /mur/   | gelso    |

Solo tre fonemi vocalici sono permessi nella sillaba finale quando non accentata:
- il fonema /a/ unicamente in sillaba aperta.
- i fonemi /o/ e /e/ sia in sillaba aperta che in sillaba chiusa.

Suoni vocalici diversi possono essere presenti nei prestiti.
Il suono finale nella parola caàj (cavalli) è in realtà la consonante approssimante /j/.
È da notare il fatto che dal punto di vista strettamente fonetico, la -j finale è scarsamente distinguibile dalla realizzazione fonetica del fonema vocalico /i/, ma la sua natura consonantica in questo caso è messa in evidenza dal comportamento davanti a una vocale, come negli esempi che seguono:
- dés caàj enfilàcc fò (dieci cavalli in fila) si pronuncia [deskaˈajɛɱfilajˈfɔ].
- dés gnàri enfilàcc fò (dieci ragazzi in fila) si pronuncia [des'ɲariɱfilaj'fɔ].

Nel primo caso la -j si comporta da consonante infatti la e- iniziale di enfilacc non viene elisa mentre nel secondo caso la -i finale di gnari — essendo e comportandosi da vocale — ne provoca l'elisione.
Nella maggior parte delle varietà del bresciano, il fonema /a/, quando atono e in finale di parola, viene reso con l'allofono [ɒ] o [ɑ] (che non va confuso con il fonema /ɔ/). Per esempio:
[ˈlynɒ] (luna)
[sɛtɛˈmanɒ] (settimana)
[ˈkuɒ] (coda)

### Sistema delle vocali non accentate e variabilità locale
Il sistema vocalico per le vocali non accentate è ridotto in confronto a quello delle vocali accentate.

Nella varietà urbana del bresciano per esempio [ɔ] e [o] non contrastano. Ciò significa che la parola robà (rubare) può essere pronunciata sia [roˈba] che [rɔˈba] senza che ciò venga percepito come errore.
Inoltre, un'ulteriore variante [ruˈba] è possibile ma in questo caso la differenza verrebbe percepita come una variante locale e l'intelligibilità non sarebbe in alcun modo compromessa.

Inoltre, il suono [u] sostituisce il suono [o/ɔ] quando la vocale accentata è una /i/ o una /u/, vedere la sezione #armonia vocalica per una descrizione più esaustiva.

Anche i suoni [e] e [ɛ] non sono contrastivi nelle sillabe non accentate, per cui la parola vedèl (vitello) può essere pronunciata indifferentemente [veˈdɛl] oppure [vɛˈdɛl]. Anche in questo caso, [e/ɛ] viene sostituita da [i] in caso di armonizzazione vocalica. In altri contesti lo scambio fra [e/ɛ] e [i] non è tollerato nella stessa misura in cui viene tollerato lo scambio fra [o/ɔ] e [u]: un'ipotetica variante [viˈdɛl] sarebbe percepita come una pronuncia errata anche se non completamente contrastiva (non esistono coppie minime).

Anche il contrasto fra i suoni [y] e [ø] decade e [y] sostituisce [ø] in caso di armonizzazione vocalica.
In conclusione, è possibile affermare che esistono solo 5 qualità vocaliche contrastive nelle sillabe non accentate invece delle 9 per le vocali accentate: [o/ɔ,(u)], [ø,(y)], [a], [e/ɛ], [i] (ma con [i] non completamente separata da [e/ɛ]).
Alcuni esempi:
molà [moˈla] (mollare)
mölà [møˈla] (molare)
malàt [maˈlat] (malato)
pelàt [peˈlat] (pelato)
milà [miˈla] (Milano)
La situazione per altre varietà del bresciano è diversa, infatti le regole del sistema delle vocali non accentate variano a seconda della zona.

In Franciacorta per esempio (provincia di Brescia) il suono [o] e [ø] vengono regolarmente sostituiti da [u] e [y] in posizione pretonica.
mulà (franciacortino) invece di molà (bresciano)
Ruàt (Rovato, comune della Franciacorta) invece di Roàt
Üspedalèt (Ospitaletto, comune della Franciacorta) Invece di Öspedalèt
Siccome in posizione non accentata questi suoni vocalici non sono contrastivi, queste varianti locali non compromettono in alcuna maniera la reciproca comprensione.

### Armonia vocalica
Il bresciano mostra un fenomeno di armonizzazione vocalica regressiva che coinvolge il grado di apertura dell'articolazione. Quando l'accento cade su una vocale chiusa (/i/ o /u/) la vocale che precede subisce una variazione del grado di apertura che viene portato a sua volta al più alto grado di chiusura.

La vocale /a/ non è coinvolta da questo processo ma al contrario agisce da vocale opaca bloccando il fenomeno di armonizzazione.

Questo fenomeno colpisce tutte le parole indipendentemente dalla loro funzione grammaticale. Per cui possiamo trovare armonizzazione sia nei nomi che negli aggettivi che nei verbi, ecc.
Siccome il diminutivo e l'accrescitivo vengono formati aggiungendo i suffissi -ì e -ù (femminile -ìna e -ùna) rispettivamente, questo fenomeno è facilmente osservabile nei nomi:
cortèl (coltello)
curtilì (coltellino)
curtilù (coltellone)
Questo fenomeno non va confuso con la ridotta distintività delle vocali non accentate. Infatti un'ipotetica variante cortelì sarebbe percepita come inesatta.
Come detto precedentemente, la vocale /a/ agisce da vocale opaca e blocca il processo di armonizzazione:
fontàna (fontana)
fontanì (fontanino)
öspedàl (ospedale)
öspedalì (ospedalino)
ma le vocali che si trovano dopo la /a/ vengono comunque armonizzate:
mortadèla (mortadella)
mortadilìna (mortadellina)
In questi casi, varianti come funtanì, üspedalì (ma non üspidalì) o murtadilìna sarebbero tollerate (o localmente preferite) ma ciò ricade nella normale variabilità delle vocali non accentate.
Le forme coniugate dei verbi vengono allo stesso modo colpite dall'armonizzazione quando la desinenza contiene una /i/ accentata (non esistono desinenze verbali contenenti una /u/ accentata).
córer (correre)
córe (I persona singolare indicativo presente: corro)
curìt (participio passato: corso)
curìf (II persona plurale indicativo presente: correte)
curìef (II persona plurale indicativo imperfetto: correvate)
béer (bere)
bée (I persona singolare indicativo presente: bevo)
biìt (participio passato: bevuto)
biìf (II persona plurale indicativo presente: bevete)
biìef (II persona plurale indicativo imperfect: bevevate)
öler (volere)
öle (I persona singolare indicativo presente: voglio)
ülìt (participio passato: voluto)
ülìf (II persona plurale indicativo presente: volete)
ülìef (II persona plurale indicativo imperfetto: volevate)
Anche gli aggettivi formati con il suffisso -ùs (femminile -ùza) seguono questa regola:
póra (paura)
purús (pauroso)
purúza (paurosa)

## Grammatica
Le regole grammaticali del bresciano sono simili a quelle delle altre lingue romanze. La sintassi è di tipo SVO (soggetto-verbo-oggetto). I nomi sono declinati a seconda del numero (singolare/plurale) e del genere (maschile/femminile). Gli aggettivi devono accordarsi al nome a cui si riferiscono sia per numero che per genere.

Come in italiano, i verbi sono coniugati in funzione del modo e del tempo e devono concordare con il soggetto in funzione del numero e della persona.
Le regole che governano l'uso dei pronomi sono notevolmente più complesse rispetto a quelle dell'italiano.

### Nome
La declinazione del nome in bresciano avviene secondo due generi (maschile e femminile), e due numeri (singolare e plurale).
Il femminile nella maggioranza dei casi termina in -a:
gàta (gatta)
fónna (donna)
ma può anche terminare per consonante:
néf (neve)
I nomi maschili nella maggioranza dei casi terminano con una consonante:
gat (gatto)
òm (uomo)
ma possono in alcuni casi terminare per vocale accentata. Questo avviene generalmente dove storicamente esisteva una -n che successivamente è caduta:
cà (cane)
fé (fieno)
carbù (carbone)
Il plurale dei nomi al femminile termina generalmente in -e:
 'na gàta / dò gàte (una gatta / due gatte)
 'na fónna / dò fónne (una donna / due donne)
Tranne quando il singolare termina con una consonante, in tal caso la formazione del plurale segue le regole dei nomi maschili.
Il plurale dei nomi maschili è un po' più complesso e dipende dal suono con cui termina il singolare.
Se il singolare termina con una vocale, il plurale rimane invariato:
en cà / du cà (un cane / due cani)
Se il singolare termina con -c, -j, -m, -p, -r, -s, il plurale rimane anche in questo caso invariato:
en sac / du sac (un sacco / due sacchi)
en ventàj / du ventàj (un ventaglio / due ventagli)
en póm/ du póm (una mela / due mele)
en cóp / du cóp (una tegola / due tegole)
en pér / du pér (una pera / due pere)
en ciós / du ciós (un campo / due campi)
Se il singolare termina con una -t, per formare il plurale occorrerà sostituire quest'ultima con -cc (pronunciato -[ʧ]):
en gat / du gacc (pronunciato [du gaʧ]) (un gatto / due gatti):
Se il singolare termina con una -n, per formare il plurale occorrerà sostituire quest'ultima con -gn (pronunciato -[ɲ]):
en àzen / du àzegn (pronunciato [du ˈazɛɲ]) (un asino / due asini)
Se il singolare termina con una -l, per formare il plurale occorrerà sostituire quest'ultima con -j:
en caàl / du caàj (pronunciato /du ka'aj/) (un cavallo / due cavalli)

### Articolo
L'articolo concorda in numero e genere con il nome e può essere determinativo e indeterminativo. L'articolo indeterminativo si usa solo con i nomi singolari. Per indicare un numero indefinito di oggetti, il dialetto bresciano usa il partitivo.

#### Articolo determinativo
|           | Maschile | Femminile |
| Singolare | el       | la        |
| Plurale   | i        | le        |

Note:
- Quando el è seguito da una vocale, diventa l':

El sùna l'órghen.  Suona l'organo.
- Quando el è preceduto da una vocale, diventa 'l:

El màja 'l póm.  Mangia la mela.

#### Articolo indeterminativo
|           | Maschile | Femminile |
| Singolare | en ('n)  | ena ('na) |
| Plurale   | dèi      | dèle      |

Note:
- Quando en precede o è preceduto da una vocale, diventa 'n:

El sunàa 'n órghen.  Suonava un organo.
El majàa 'n póm.  Mangiava una mela.
- Da un punto di vista storico, dèi e dèle non possono essere considerati forme plurali di en e 'na, ma nella pratica si comportano come forme plurali dell'articolo indeterminativo:

Gó ést en ca.  Ho visto un cane.
Gó ést dèi ca.  Ho visto dei cani.

### Aggettivo

#### Aggettivi qualificativi
In bresciano, gli aggettivi con funzione qualificativa normalmente seguono il nome a cui si riferiscono e devono concordare con esso in numero (singolare/plurale) e genere (maschile/femminile).
Le regole per la formazione del plurale degli aggettivi sono le stesse che si applicano ai nomi. Per cui abbiamo:
 'n òm pesèn / du òm pesègn (un uomo basso / due uomini bassi)
 'na fómna pesèna / dò fómne pesène (una donna bassa / due donne basse)
Benché, in generale, se comparato con l'italiano, il bresciano è meno permissivo sotto questo aspetto, alcuni aggettivi di uso frequente come bèl (bello), bröt (brutto), gran (grande), bù (buono), brào (bravo) possono anche precedere il nome. In questo caso il significato può prendere sfumature di significato diverso, per esempio:
en bröt òm (un uomo cattivo) (forma negativa)
en òm bröt (un uomo brutto) (forma più gentile)

#### Superlativo
Il bresciano esprime il grado più alto di una qualità per mezzo del superlativo assoluto.

A differenza dell'italiano, dello spagnolo e di altre lingue romanze, il bresciano manca di una controparte per la forma aggettivo+issimo (si può usare in caso una ripetizione dell'avverbio fés) e manca anche di un corrispondente etimologico dell'avverbio italiano molto.

In bresciano, per conferire il grado assoluto ad un aggettivo, lo si fa seguire dell'avverbio fés, Per esempio:
'na maöla dólsa fés (una fragola dolcissima)
l'è bèl fés (è bellissimo)
L'avverbio fés però non può essere usato se l'aggettivo è collocato prima del nome. In questo caso la forma superlativa assoluta si ottiene facendo precedere l'aggettivo dall'avverbio gran, per esempio:
du gran bèj caàj (due gran bei cavalli)
l'è 'n gran brào barbér (è un bravissimo barbiere)
Un altro modo per esprimere il grado assoluto di una qualità è rinforzare l'aggettivo con un altro aggettivo + -ént/-ét (femminile -ènta/-éta). Si tratta in questo caso di forme derivate dal participio presente, per esempio:
só ché mis gosét (sono qui bagnato fradicio; letteralmente: bagnato gocciante)
la padèla l'è calda sbrojéta (la padella è caldissima; letteralmente: calda scottante)
Il secondo elemento è molto spesso una ripetizione del primo aggettivo con l'aggiunta di -ènt/-ènta/-ét/-éta, ad esempio:
'na máchina nöa nöènta (un'automobile nuovissima)
gh'è za ciar ciarènt (è già molto chiaro)
del dutùr gh'éra zó pjé pjenènt (dal dottore c'era pienissimo)

#### Aggettivo dimostrativo
Gli aggettivi dimostrativi in bresciano si presentano in due forme: la forma prossimale chèsto, e la forma distale chèl. Entrambe declinano per genere e numero:
|           | Prossimale | Prossimale | Distale   | Distale |
| --------- | ---------- | ---------- | --------- | ------- |
|           | Singolare  | Plurale    | Singolare | Plurale |
| Maschile  | chèsto     | chèsti     | chèl      | chèi    |
| Femminile | chèsta     | chèste     | chèla     | chèle   |

Gli aggettivi dimostrativi vengono molto spesso rinforzati per mezzo degli avverbi di luogo chè, lé e là collocati dopo il nome.

Quando è presente l'avverbio di luogo ché l'aggettivo dimostrativo chèl viene utilizzato anche per esprimere il grado prossimale.
Per esempio:
chèsto pà l'è staladés
chèsto pà ché l'è staladés
chèl pa ché l'è staladés
tutte queste frasi sono forme equivalenti e in italiano significano tutte questo pane è stantìo.
La forma distale priva dell'avverbio di luogo non si trova mai in frasi semplici. Infatti la frase semplice
chèl pà
non è corretta, ma l'aggettivo dimostrativo deve essere sempre accompagnato dall'avverbio di luogo. La forma corretta è:
chèl pà là (quel pane).
La forma distale chèl priva dell'avverbio di luogo è invece talvolta utilizzata in frasi complesse, nella proposizione principale. Come nell'esempio che segue:
chèl martèl che gó mitìt en bànda l'è rót (quel martello che ho messo da parte è rotto)
chèl pà che te gh'ét töt géer l'è za staladés (quel pane che hai comprato ieri è già stantìo)
ma in genere si preferisce utilizzare l'articolo determinativo:
el pà che te gh'ét töt géer l'è za staladés (il pane che hai comprato ieri è già stantìo)
Chèl è anche usato per indicare l'oggetto vicino a chi ascolta, in questo caso in combinazione con l'avverbio di luogo lé.
chèl pà lé (codesto pane / questo pane)

### Pronome

#### Pronomi personali
I pronomi personali declinano in numero (singolare / plurale) e persona (prima seconda e terza) e si presentano sotto numerose forme a seconda della funzione svolta. Per la terza persona esiste un'ulteriore distinzione di genere (maschile / femminile).
| Numero    | Persona (Genere) | Forma tonica | Proclitico soggetto | Proclitico oggetto/Enclitico | Proclitico oggetto/Enclitico | Proclitico oggetto/Enclitico | Dativo Proclitico/Enclitico | Dativo Proclitico/Enclitico | Possessivo |
| --------- | ---------------- | ------------ | ------------------- | ---------------------------- | ---------------------------- | ---------------------------- | --------------------------- | --------------------------- | ---------- |
| Singolare | 1.               | mé           | -                   | ma                           | ma                           | -m                           | ma                          | -m                          | me         |
| Singolare | 2.               | té           | ta                  | ta                           | ta                           | -t                           | ta                          | -t                          | tò         |
| Singolare | 3. (M.)          | lü ³         | el                  | l'                           | el/la4                       | -l                           | ga                          | -ga                         | sò         |
| Singolare | 3. (F.)          | lé           | la                  | l'                           | la                           | -la                          | ga                          | -ga                         | sò         |
| Plurale   | 1.               | nóter        | (en, ma)²           | ga o ma                      | ga o ma                      | -ga o -m                     | ga o ma                     | -ga o -m                    | nòst1      |
| Plurale   | 2.               | vóter        | -                   | va                           | va                           | -f                           | va                          | -f                          | vòst 1     |
| Plurale   | 3. (M.)          | lur          | i                   | i                            | i/ia                         | -i                           | ga                          | -ga                         | sò         |
| Plurale   | 3. (F.)          | lùre         | le                  | i                            | le/ia                        | -le                          | ga                          | -ga                         | sò         |

Note:
1. Diversamente dagli altri pronomi possessivi, nòst e vòst declinano come aggettivi per numero e genere:
|           | nòst      | nòst    | vòst      | vòst    |
| --------- | --------- | ------- | --------- | ------- |
|           | Singolare | Plurale | Singolare | Plurale |
| Maschile  | nòst      | nòscc   | vòst      | vòscc   |
| Femminile | nòsta     | nòste   | vòsta     | vòste   |

2. Non comune nel bresciano urbano, ma piuttosto frequente nelle altre varietà della provincia:
en va a Bèrghem (andiamo a Bergamo)
dài che mal ciàpa (Forza, che lo prendiamo)
3. La forma tonica della terza persona (sia singolare che plurale) possiede due ulteriori forme per aggiungere un valore prossimale o distale al pronome, quando questo si riferisce ad un soggetto animato:
lüche 'l màja compàgn de 'n luf (Costui mangia come un lupo)
i è stàde lùrela  (Sono state loro)
La tabella che segue mostra le otto forme possibili:
|                     | prossimale | distale |
| ------------------- | ---------- | ------- |
| Singolare Maschile  | lüche      | lüla    |
| Plurale Maschile    | lùrche     | lùrla   |
| Singolare Femminile | léche      | léla    |
| Plurale Femminile   | lùreche    | lùrela  |

4. La situazione per il pronome proclitico oggetto per la terza persona (sia singolare che plurale) è ulteriormente complicata dal fatto che si ha un comportamento diverso a seconda che il verbo seguente sia semplice o composto. Per esempio:
mé le càte sö  (io le raccolgo)
mé i ó catàde sö (io le ho raccolte)
lur i la càta sö  (loro lo raccolgono)
lur i l'à catàt sö (loro lo hanno raccolto)
Esempi di uso dei pronomi:
- La forma tonica può essere usata come soggetto all'inizio della frase o come soggetto indiretto dopo una preposizione.

mé nó a Milà (io vado a Milano)
ègne con té (vengo con te)
- Una caratteristica che il bresciano condivide con molti dialetti dell'Italia del Nord è la forma proclitica del soggetto. Questa forma precede il verbo principale es è obbligatoria per la seconda persona singolare e per la terza persona sia singolare che plurale.

Té ta sét dré a majà 'l ris (Tu stai mangiando il riso)
- La forma proclitica per il pronome oggetto diretto precede il verbo, come in:

mé ta ède (Io ti vedo)
mé soggetto tonico, ta oggetto clitico,  ède 1ª pers. sing.
- Il pronome proclitico dativo precede il verbo, come in:

chèsta tùrta, la ma pjas pròpe (Questa torta, mi piace proprio).
chèsta, femm. sing tùrta, la clitico soggetto, ma clitico dativo, pjas presente 3a pers. sing, pròpe avverbio
- Il pronome enclitico oggetto si utilizza principalmente per le forme pronominali dell'infinito e dell'imperativo:

i völ copàm (vogliono uccidermi.)
scrìel zó! (scrivilo!)
- Quando sono presenti sia un pronome dativo enclitico che un pronome oggetto enclitico, il pronome oggetto viene messo davanti al pronome dativo e si introduce una -e- eufonica fra i due pronomi:

el pöl dàtel adès   (può darvelo adesso)
scrìemej zó!   (scrivimeli!)

#### Pronomi dimostrativi
I pronomi dimostrativi sono identici nella forma agli aggettivi dimostrativi (vedere la tabella corrispondente) e devono concordare per numero e genere con il nome a cui si riferiscono.

I pronomi dimostrativi sono quasi sempre usati insieme alle particelle deitiche ché o là, ma, mentre per gli aggettivi dimostrativi chèl può essere usato in combinazione con l'avverbio prossimale ché, la forma pronominale dimostrativa chèl ché non è accettata. Per cui:
- alla forma chèsto s·cèt ché (questo ragazzo) si fa corrispondere la forma pronominale chèsto ché (questo)
- alla forma chèl s·cèt là (quel ragazzo) si fa corrispondere la forma pronominale chèl là (quello)
- alla forma chèl s·cèt ché (questo ragazzo) non si può far corrispondere la forma chèl ché perché sentita come non corretta.

### Verbo

#### Modi indefiniti
Infinito
Come in italiano, la forma dell'infinito si usa per distinguere le diverse coniugazioni che in bresciano sono due:
La prima coniugazione include i verbi che all'infinito terminano in -à:

Parlà (parlare)
Cantà (cantare)
Nà (andare)
La seconda coniugazione include i verbi che all'infinito terminano in -er oppure -ì. Si noti che salvo pochissime eccezioni, quasi tutti i verbi della seconda coniugazione presentano due forme per l'infinito, una che termina in -er e una che termina -ì. Per esempio:
Lèzer = Lizì (leggere)
Scrìer = Scriì (scrivere)
Patéser = Patì (soffrire)
Mentre la forma in -er generalmente si preferisce quando la forma dell'infinito appare pura, cioè senza suffissi pronominali:

Gó de lèzer (Devo leggere)
La forma in -ì è obbligatoria quando all'infinito si salda una particella pronominale enclitica:
Gó de lizìl (Devo leggerlo)
Alcune varietà, come ad esempio quelle della Valle Camonica, mostrano una tendenza a perdere la forma in -er e a utilizzare unicamente la forma in -í anche per le forme senza suffisso pronominale. Questa tendenza è prevalente anche negli affini dialetti bergamaschi.
Il verbo irregolare tö (prendere, comprare) è da considerare della seconda coniugazione e ha una sola forma per l'infinito:

Òj tö en lìber (Voglio comprare un libro)
Òj töl a mé chèl lìber lé (Voglio comprarlo anch'io quel libro)

Talvolta, per indicare un'azione che si sta svolgendo nello stesso momento in cui si parla, si usa l'espressione "véser dré a...(fà argota)", letteralmente "essere dietro a...(fare qualcosa)" che si potrebbe considerare come lo "stare" italiano. Per esempio "sto lavorando" - "(mé) so dré a laurà".
Participio
Il participio presente non è più in uso nel dialetto bresciano. Tracce di una passata vitalità del participio presente si trovano negli aggettivi utilizzati per dare un valore superlativo assoluto ad un altro aggettivo. Per esempio:
Mis gosét (bagnato fradicio - letteralmente: bagnato gocciante)
Il participio passato è utilizzato nei tempi composti. Per costruire la forma del participio passato basta semplicemente aggiungere una -t (oppure -da per il femminile negli aggettivi derivati da participi e nei tempi verbali che richiedono concordanza di genere) dopo la forma dell'infinito. I verbi della seconda coniugazione utilizzano la forma che termina in -ì. Per esempio:
Parlà + t → Parlàt (parlato)
Cantà + t → Cantàt (cantato)
Scriì + t → Scriìt (scritto)
Patì + t → Patìt (sofferto)

#### Modi finiti
Come nella lingua italiana, i verbi del bresciano hanno tre persone singolari e tre plurali. Nella seconda persona singolare e nelle terze persone sia plurali che singolari è obbligatorio l'uso del pronome clitico. Il pronome personale soggetto invece non è obbligatorio.

Un aspetto in cui la sintassi del bresciano si differenzia in modo significativo da quella della lingua italiana è la presenza di una forma interrogativa del verbo.

##### Indicativo presente
La coniugazione del verbo nel modo indicativo, tempo presente è la seguente:
| Persona  | 1ª coniugazione | 2ª coniugazione |
| -------- | --------------- | --------------- |
| mé       | cànte           | córe            |
| té       | ta càntet       | ta córet        |
| lü/lé    | el/la cànta     | el/la cór       |
| nóter    | cantóm          | coróm           |
| vóter    | cantíf          | curíf           |
| lur/lùre | i/le cànta      | i/le cór        |

Per la seconda e terza persona singolare e per la terza plurale è obbligatorio l'uso del pronome clitico.
La prima persona plurale può essere anche coniugata con il pronome clitico en il verbo però in questo caso va coniugato come terza persona singolare
nóter cantóm = nóter en cànta
Questa forma non è comune nella varietà urbana del bresciano ma può essere la forma prevalente o anche esclusiva in altre varietà.
Un altro modo per coniugare la prima persona plurale è
nóter càntem
dove il pronome clitico sembra essere scivolato dopo il verbo e ad essersi saldato con esso.
Forma interrogativa
Per la formulazione della domanda il verbo assume una forma distinta da quella utilizzata nella frase affermativa.

Il paradigma della forma interrogativa all'indicativo presente è la seguente:
| Persona   | 1ª coniugazione  | 2ª coniugazione |
| --------- | ---------------- | --------------- |
| I sing.   | càntej?          | córej?          |
| II sing.  | càntet?          | córet?          |
| III sing. | càntel?/càntela? | córel?/córela?  |
| I plur.   | cantómej?        | corómej?        |
| II plur.  | cantíf?          | curíf?          |
| III plur. | càntej?/càntele? | córej?/córele?  |

In alcune varietà (per esempio nei dialetti della Valle Camonica), la forma interrogativa si costruisce utilizzando il verbo ausiliare fà (fare):

Che fal dí? (it. cosa dice? ingl. What does he/she say?)
Che fal fá? (it. cosa fa? ingl. What does he/she do?)
Che fal pensá che?= (it. che cosa pensa? ingl. What does he/she think?)
Forma negativa
La forma negativa si ottiene aggiungendo la particella di negazione mìa dopo il verbo:
| Persona  | 1ª coniugazione | 2ª coniugazione |
| -------- | --------------- | --------------- |
| mé       | cànte mìa?      | córe mìa?       |
| té       | ta càntet mìa   | ta córet mìa    |
| lü/lé    | el/la cànta mìa | el/la cór mìa   |
| nóter    | cantóm mìa      | coróm mìa       |
| vóter    | cantíf mìa      | curíf mìa       |
| lur/lùre | i/le cànta mìa  | i/le cór mìa    |

Forma progressiva
Per indicare che un'azione è in corso di svolgimento (aspetto progressivo), il bresciano usa una costruzione simile a quella del francese. Si forma con il presente indicativo del verbo véser (essere) + dré a + infinito. Per esempio:
só dré a cantà (it.: sto cantando; cfr. francese: je suis en train de chanter)
Vale la pena notare che la particella dré significa letteralmente dietro per cui la traduzione letterale in italiano della frase sopra riportata è sono dietro a cantare.

##### Indicativo imperfetto
Il tempo imperfetto — come in italiano — si usa per indicare un'azione passata ripetuta, abituale o continua nel tempo. La coniugazione del verbo nel modo indicativo, tempo imperfetto è la seguente:
|          | 1ª coniugazione                        | 1ª coniugazione                        | 2ª coniugazione | 2ª coniugazione  |
| -------- | -------------------------------------- | -------------------------------------- | --------------- | ---------------- |
| Persona  | forma affermativa!!forma interrogativa | forma affermativa!!forma interrogativa |                 |                  |
| mé       | cantàe                                 | cantàej?                               | curìe           | curìej?          |
| té       | ta cantàet                             | cantàet?                               | ta curìet       | curìet?          |
| lü/lé    | el/la cantàa                           | cantàel?/cantàela?                     | el/la curìa     | curìel?/curìela? |
| nóter    | cantàem                                | cantàemej?                             | curìem          | curìemej         |
| vóter    | cantàef                                | cantàef?                               | curíef          | curíef?          |
| lur/lùre | i/le cantàa                            | cantàej?/cantàele?                     | i/le curìa      | curíej?/curìele? |

L'indicativo imperfetto è spesso utilizzato al posto di congiuntivo e condizionale nella costruzione della frase ipotetica:

se 'l saìe, ignìe mìa (letteralmente: se lo sapevo, non venivo), al posto di se l'ès saìt, sarès mìa nìt.

##### Futuro semplice
Il futuro semplice si utilizza in modo del tutto simile all'italiano per indicare un'azione che avverrà in un futuro abbastanza lontano. La coniugazione è la seguente:
|          | 1ª coniugazione                        | 1ª coniugazione                        | 2ª coniugazione | 2ª coniugazione    |
| -------- | -------------------------------------- | -------------------------------------- | --------------- | ------------------ |
| Persona  | forma affermativa!!forma interrogativa | forma affermativa!!forma interrogativa |                 |                    |
| mé       | cantaró                                | cantarój?                              | coraró          | corarój?           |
| té       | ta cantarét                            | cantarét?                              | ta corarét      | corarét?           |
| lü/lé    | el/la cantarà                          | cantaràl?/cantaràla?                   | el/la corarà    | coraràl?/coraràla? |
| nóter    | cantaróm                               | cantarómej?                            | coraróm         | corarómej          |
| vóter    | cantarìf                               | cantarìf?                              | corarìf         | corarìf?           |
| lur/lùre | i/le cantarà                           | cantaràj?/cantaràle?                   | i/le corarà     | coraràj?/coraràle? |

Come nell'italiano, il futuro può essere in alcuni casi utilizzato per azioni che si svolgono nel presente ma presentano un certo grado di incertezza.
Tra questi usi del futuro ci sono:
- L'uso epistemico, che indica una supposizione, anche nel presente:

El Gioàn el sarà zà a Milà a st'ùra. (Giovanni dovrebbe/potrebbe essere già a Milano a quest'ora).
I è tùrna dré a uzà. El sarà amò 'l Piéro. (Stanno di nuovo urlando. Sarà ancora Piero).
- L'uso dubitativo, simile a quello epistemico:

Staràl amò a Bèrghem? (Abiterà ancora a Bergamo?).
Ma saràl adilbù 'l sò nòm de Batès? (Ma sarà davvero il suo nome di Battesimo?).
- L'uso concessivo, che indica un'situazione accettata come vera, ma meno rilevante di un'altra.

I sarà a bröcc de éder, ma i è bù fés chèi pèrsec ché.  (Saranno anche brutte alla vista, ma sono buonissime queste pesche).
- L'uso ammirativo, che indica stupore:

Ma te sarét lélo!  (ma sarai sciocco!).

##### Passato
In bresciano non esiste un tempo verbale semplice per riferirsi ad azioni avvenute in un passato remoto. L'equivalente del passato remoto dell'italiano è completamente scomparso e il suo campo d'azione è stato occupato da una forma composta, morfologicamente equivalente al passato prossimo dell'italiano. In conseguenza di questo, il tempo passato — pur essendo costruito in modo analogo al passato prossimo dell'italiano — si riferisce invece sia ad eventi conclusi in un passato prossimo sia ad eventi conclusi in un passato più remoto.
Il Passato pertanto è un tempo composto che si costruisce combinando un verbo ausiliare (essere o avere) coniugato al presente indicativo ed il participio passato del verbo da coniugare:
|          | 1ª coniugazione                        | 1ª coniugazione                        | 2ª coniugazione | 2ª coniugazione        |
| -------- | -------------------------------------- | -------------------------------------- | --------------- | ---------------------- |
| Persona  | forma affermativa!!forma interrogativa | forma affermativa!!forma interrogativa |                 |                        |
| mé       | go cantàt                              | goj cantàt?                            | go curìt        | goj curìt?             |
| té       | ta ghet cantàt                         | ghet cantàt?                           | ta ghet curìt   | ghet curìt?            |
| lü/lé    | el/la ga cantàt                        | gal cantàt?/gala cantat?               | el/la ga curìt  | gal curìt?/gala curìt? |
| nóter    | gom cantàt                             | gómej cantàt?                          | gom curìt       | gómej curìt            |
| vóter    | ghif cantàt                            | ghif cantàt?                           | ghif curìt?     | ghif curìt?            |
| lur/lùre | i/le ga cantàt                         | gaj cantàt?/gale cantàt?               | i/le ga curìt?  | gaj curìt?/gale curìt? |

Il criterio per la scelta del verbo ausiliare da utilizzare per la costruzione del tempo passato è analogo a quello per il tempo passato prossimo dell'italiano.

##### Trapassato
Il trapassato è un tempo composto che indica eventi già conclusi o comunque precedenti rispetto ad un momento passato.

Si costruisce in modo analogo al trapassato prossimo dell'italiano, quindi combinando un verbo ausiliare (essere o avere) coniugato all'imperfetto ed il participio passato del verbo da coniugare.
|          | 1ª coniugazione                        | 1ª coniugazione                        | 2ª coniugazione  | 2ª coniugazione              |
| -------- | -------------------------------------- | -------------------------------------- | ---------------- | ---------------------------- |
| Persona  | forma affermativa!!forma interrogativa | forma affermativa!!forma interrogativa |                  |                              |
| mé       | ghìe cantàt                            | ghìej cantàt?                          | ghíe curìt       | ghíej curìt?                 |
| té       | ta ghìet cantàt                        | ghìet cantàt?                          | ta ghìet curìt   | ghìet curìt?                 |
| lü/lé    | el/la ghìa cantàt                      | ghìel cantàt? / ghìela cantat?         | el/la ghìa curìt | ghìel curìt? / ghìela curìt? |
| nóter    | ghìem cantàt                           | ghìemej cantàt?                        | ghìem curìt      | ghìemej curìt                |
| vóter    | ghìef cantàt                           | ghìef cantàt?                          | ghìef curìt?     | ghìef curìt?                 |
| lur/lùre | i/le ghìa cantàt                       | ghìej cantàt?/ghìele cantàt?           | i/le ghìa curìt? | ghìej curìt?/ghìele curìt?   |

Il criterio per la scelta del verbo ausiliare da utilizzare per la costruzione del tempo passato è analogo a quello per il tempo passato prossimo dell'italiano.

## Ortografia
Siccome il bresciano è tuttora principalmente una lingua solo parlata, un'ortografia comunemente accettata non è mai stata definita.
In realtà, negli ultimi anni si è assistito a una crescente produzione letteraria in bresciano (principalmente commedie dialettali e composizioni poetiche) ma le regole di scrittura seguite dai vari autori non seguono un'ortografia prestabilita, quanto piuttosto diverse tradizioni spesso con varianti personali.

Inoltre, nel 2009, per un'iniziativa legata al partito di Lega Nord, sono apparsi pannelli stradali con la versione in dialetto locale del toponimo. Le regole seguite in alcuni di questi casi sembrano supporre un certo sforzo di standardizzazione ma un'ortografia comunemente accettata sembra essere ancora lontana.

Le questioni più problematiche e controverse sembrano essere la rappresentazione dei suoni [s] e [z] (resi dai differenti autori a volte con -ss-, a volte con -s- oppure con -z-) e il suono [ʧ] in contrasto al suono [k] in finale di parola (resi talvolta con -cc, -c o -ch).
Per la scrittura degli esempi riportati in questo articolo, si seguono le regole dell'ortografia dell'italiano, con le seguenti eccezioni:
Vocali
Si utilizzano l'accento grave ed acuto per distinguere il fonema /e/ dal fonema /ɛ/ e il fonema /o/ dal fonema /ɔ/ nelle sillabe accentate.

Inoltre, si adotta la dieresi per rappresentare le vocali arrotondate /ø/ e /y/.
| Lettera | Fonema |
| ------- | ------ |
| a       | /a/    |
| é       | /e/    |
| è       | /ɛ/    |
| i       | /i/    |
| ó       | /o/    |
| ò       | /ɔ/    |
| u       | /u/    |
| ü       | /y/    |
| ö       | /ø/    |

Si noti che l'accento è utilizzato anche per indicare la sillaba accentata nelle parole non monosillabiche.
Siccome le vocali non accentate hanno un ridotto valore distintivo, non è necessario in questo caso discriminare fra vocali aperte e chiuse. Questo significa che la parola vedèl (vitello) può essere pronunciata indifferentemente [veˈdɛl] o [vɛˈdɛl] senza compromettere la comprensione.
Consonanti
Il digramma -cc viene utilizzato in fine di parola per rappresentare il fonema /ʧ/ (nelle altre posizioni questo fonema viene reso tramite le normali regole dell'ortografia dell'italiano).
Una sequenza consonantica tipica dei dialetti lombardi è quella formata da una fricativa alveolare seguita da affricata postalveolare, come in -sʧ-. Questo articolo adotta la convenzione di rappresentare questa sequenza con s·c, benché in altri testi spesso si utilizzano differenti tradizioni (quindi, è possibile trovare per la stessa sequenza consonantica le grafie s'c o s-c o anche la più ambigua sc).

Questa sequenza, assente in italiano, può ricorrere sia all'inizio di parola, come in s·cèt (ragazzo) /sʧɛt/; all'interno della parola, come in brös·cia (spazzola) /ˈbrøsʧa/; oppure anche in finale di parola, come in giös·cc (giusti) /ˈʤøsʧ/.
In bresciano è presente anche la sequenza /-sʤ-/, anch'essa assente in italiano, e viene rappresentata in questo articolo con la grafia -sgi-, come in:
bàsgia /ˈbasʤa/ - (terrina)

sgionfà /sʤonˈfa/ - (gonfiare)

## Produzione letteraria
I primi esempi di testi scritti in bresciano sono i frammenti di una lode conosciuta come Mayor gremeza il mund no pothevela ancor aver, un manoscritto rinvenuto a Bovegno (Valle Trompia), risalente alla prima metà del Trecento.
Esiste anche una Descrizione di tutte le fontane di Brescia, datata 24 agosto 1339, e scoperta da mons. Paolo Guerrini nell'Archivio Storico Civico. Si tratta di una descrizione tecnica compilata da un anonimo perito in lingua volgare. L'incipit di questo documento recita così:
Fontana la qual si trata del canò mayster de li fontani de la rasò del Comun de Bressa è in dela tera de Mompià...
Ben più nota è però la Massera da bè componimento in versi di Galeazzo dagli Orzi, segretario di Mariotto Martinengo, un nobile locale, pubblicata a Brescia nel 1554, nella quale si descrivono le virtù della brava massaia Flor de Coblat, dove Coblat è la versione arcaica dell'attuale Cobiàt, in italiano Collebeato, allora un piccolo borgo a ridosso delle colline a nord della città.
In epoca più recente, la produzione letteraria è cresciuta in quantità e principalmente consiste in poesie dialettali e componimenti poetici. Angelo Canossi (1862 - 1943) è la figura più importante della poesia in bresciano, ma degni di nota sono anche il bovegnese Aldo Cibaldi (Cellatica, 1914 - Gussago, 1995), i manerbiesi Riccardo Regosa e l'autore di prose e commedie Memo Bortolozzi (1936 - 2010), l'iseano Franco Fava (1917 - 2006).

## Esempi

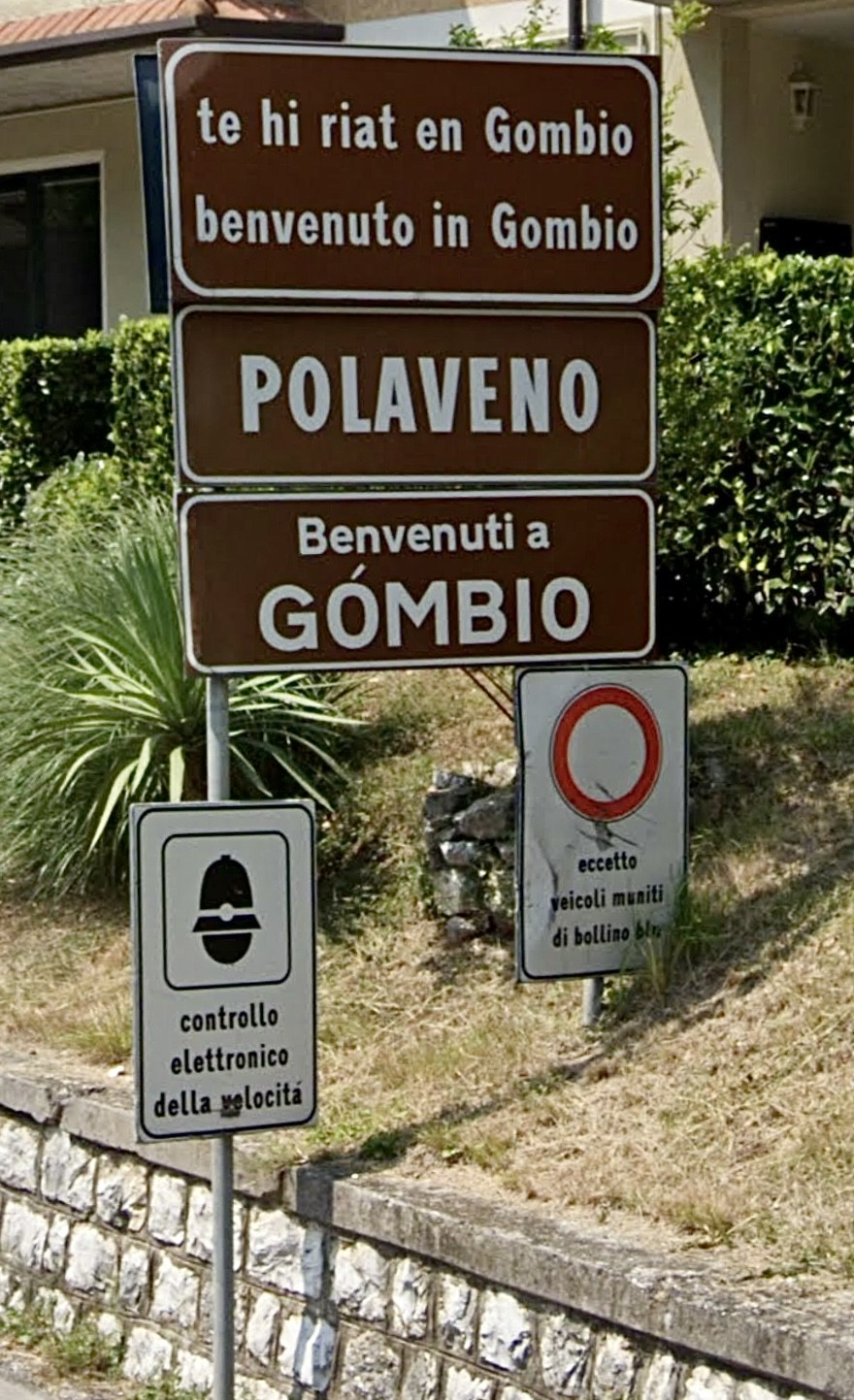
Esempio di dialetto bresciano su un cartello stradale a Gombio (Polaveno)

Nell'esempio che segue si riporta un breve racconto presente in numerose versioni nella tradizione popolare delle aree rurali della provincia bresciana che narra dell'origine dei giorni della merla.
La mèrla.
I mèrli, 'na ólta i gh'ìa le pène biànche, ma chèl envéren lé l'éra stàt en bèl envéren e lé, la mèrla, la gà dìt: "Zenér de la màla gràpa per tò despèt gó i uzilì 'ndela gnàta". A lü, 'l Zenér, gh'è nìt adòs 'n pó de ràbia, e 'l gà dìt: "spèta mèrla che te la faró mé adès a té, e se te sét biànca mé te faró ègner négra". E po' dòpo 'l gà dit: "Dù ghe i ó e giü 'n prèstet el töaró e se te sét biànca, mé te faró ní négra". E alùra 'l gà fàt nì fò 'n frèt che se n'ìa mài vést giü compàgn.
Lé la mèrla la saìa piö che fà cói sò uzilì ndèla gnàta, e isé l'è nàda a rifügiàs endèla càpa del camì; dré al camì va sö 'l föm e lùr i uzilì i è déentàcc töcc négher, e quànche i è nicc fò de là, la mèrla la gh'ìa mìa piö le pène biànche, ma la ghe i éra négre. Alùra Zenér, töt sudisfàt, el gà dìt: "Tò mèrla, che te l'ó fàda mé staólta: se te se stàda biànca mé t'ó fàt ní négra e isé te làset lé de seghetà a tiràm en gir.
Trascrizione fonetica (IPA)
[iˈmɛrli naˈoltɔ iˈɡiɔleˌpɛneˈbjaŋke maˌkɛlɛɱˌverɛnˈle lerɔˌstatɛmˈbɛlɛɱˌverɛn ɛˌlelaˈmɛrlɔlaɡaˈditː zeˈnerdelaˌmalɔˈɡrapɔ ˌpertɔdeˈspɛt ˌɡojuziˈliˌndelɔˈɲatɔ aˈly lzeˈner ˌɡɛnitaˈdɔsemˌpodeˈrabja ˌɛːlɡaˈdit ˈspɛtɔˌmɛrlɔ kɛtɛlafaˌroˈmeaˌdɛsaˈte ɛsɛtɛˌseˈbːjaŋkɔ ˌmetɛfaroˌɛɲɛrˈneɡrɔ ɛpɔˈdɔpolɡaˌditaˌmɔ ˌduɡɛˈjo ɛʤyˌmprɛstetɛltøaˈro ɛsɛtɛˌseˈbːjaŋkɔ ˌmetɛfaˌroniˈneɡrɔ ɛaˈlurɔ lɡaˌfaːniˌfɔˈɱfrɛt kɛsɛˌniamaiˌvesʤycomˈpaɲ]

[ˌlelaˈmɛrlɔ lasaˌiɔpjøkeˈfakojˌsɔuziˌlindɛlɔˈɲatɔ, ɛiˈse ˌlɛnadɔˌarifyˈʤasɛnˌdɛlɔˌkapɔdɛlkaˈmi ˌdrealkaˈmivasølˈføm ɛˈlurjuziˈli jɛdeɛnˈtajˌtøjˈneɡɛr ˌkwaŋkɛjɛˌnijfɔdeˈla laˈmɛrlɔlaˌɡiɔmiɔˌpjøleˌpɛneˈbjaŋke malaɡɛˌjerɔˈneɡre aˈlurɔ zeˈner tösːudisˈfat elɡaˈdit ˈtɔˌmɛrlɔ kɛtɛloˌfadɔˈmestaˌoltɔ sɛtɛseˌstadɔˈbjaŋkɔ ˌmetofaˌnːiˈneɡrɔ ɛiˈse tɛlasɛˈlːe dɛseɡeˈta atiˌramenˈʤir]
Traduzione in italiano: La merla.
I merli una volta avevano le penne bianche, ma quell'inverno fu un buon inverno, e lei, la merla, disse: "Gennaio dal brutto aspetto, per tuo dispetto, ho gli uccellini nel nido. Gennaio si fece prendere dalla rabbia e le disse: "Aspetta un po' merla che ti sistemerò io adesso, e se sei bianca ti farò diventar nera". E poi aggiunse: "Due li ho ed uno lo prenderò in prestito1 e se sei bianca, io ti farò diventare nera". Così, fece arrivare un freddo che non se ne era mai visto uno uguale.
La merla non sapeva più cosa fare con i suoi uccellini nel nido, e andò quindi a rifugiarsi nella cappa del camino. Per il camino sale il fumo e gli uccellini divennero così tutti neri e quando vennero fuori di là, la merla non aveva più le penne bianche ma nere. Allora gennaio, tutto soddisfatto, le disse: "Tiè merla, te l'ho fatta io stavolta, se eri bianca, adesso ti ho fatto diventare nera e così la smetti di prendermi in giro."
Nota
1 - "Due li ho ed uno lo prenderò in prestito" - Si riferisce ai giorni. Nel territorio bresciano, a fianco della più nota tradizione che fa cadere i giorni della merla negli ultimi tre giorni di gennaio, esiste une versione lievemente diversa che fa cadere gli stessi il 30 ed il 31 di gennaio ed il primo di febbraio. In questo senso gennaio prese a prestito un giorno al mese successivo.
L'altra versione invece, in cui i giorni della merla ricorrono negli ultimi tre giorni di gennaio, era raccontata ai bambini per aiutarli a ricordare che febbraio ha solo 28 giorni spiegando questo col fatto che gennaio prese a prestito un giorno da febbraio per punire l'affronto subito dalla merla.

## Produzione musicale
Esistono alcuni esempi anche di produzione musicale in dialetto bresciano. Uno dei più noti musicisti e autori che scrivono musica in bresciano è il saretino Charlie Cinelli, attivo dai primi anni 1980 nella scena musicale provinciale e inter-provinciale. Altri notevoli musicisti e cantautori di testi dialettali sono Roberto Guarneri, Sergio Minelli e Piergiorgio Cinelli. Molto noto anche il rapper proveniente dalla bassa Dellino Farmer, prima come componente del duo Italian Farmer e poi come solista, che propone una divertente reinterpretazione in bresciano dello stile hip-hop classico americano. Anche Viviana Laffranchi, cantautrice bresciana, ha realizzato un cd in dialetto bresciano.
Altra band dialettale a Brescia sono i Malghesetti, creati da Massimo Pintossi, Arturo Raza e Ivan Becchetti, sotto l'egida di Charlie Cinelli: propongono canzoni popolari e tradizionali delle valli ed anche brani su testi propri.
Da non dimenticare il decano Francesco Braghini.
Alla recente ribalta musicale, i Geosinclinals (formazione storica di Michele Valotti ed Emanuele Coltrini) accostano alla loro musica di ispirazione pop anni settanta un uso non banale e a tratti poetico del dialetto bresciano, amalgamandone sapientemente le diverse provenienze territoriali.
Un tentativo di "traduzione" dei Beatles in dialetto è stato e viene fatto, con alterni risultati, da Chico Morari e portato in giro dallo stesso con il gruppo "Cario e i suoi Tartari".
Altre canzoni in dialetto bresciano appaiono nel repertorio del gruppo folk/rock dei NoAlter, provenienti da Leno e capitanati dal cantautore (cantante e polistrumentista) Nicholas Balteo, anche se la maggior parte della loro produzione è cantata in italiano.
Una band sicuramente di spicco e conosciuta nel panorama della musica dialettale bresciana è la Selvaggi Band, valtrumplini e attivi da più di 10 anni con varie collaborazioni importanti, Charlie Cinelli per la provincia bresciana, fuori provincia con Davide Van De Sfroos e i Luf.

### Opere generali
1. Antonio Fappani, Francesco Turelli, Il dialetto bresciano, Edizioni "La Voce del Popolo" e "Madre", Brescia, 1984;
2. La memoria del dialetto (Ristampa anastatica del volume "Dialetti, costumi e tradizioni delle provincie di Bergamo e Brescia studiati da Gabriele Rosa), Provincia di Brescia - Assessorato alla Cultura, Brescia, 1997;
3. Antonio Fappani, Tom Gatti, Vittorio Soregaroli, Nuova antologia del dialetto bresciano, (in 2 volumi), Fondazione Civiltà Bresciana - Fondazione A. Canossi - Centro Culturale A. Cibaldi, Brescia, 1999; (il primo volume è ristampa anastatica del volume dal medesimo titolo edito nel 1978 da "La Voce del Popolo" e si occupa della poesia in dialetto bresciano dalle origini al primo Novecento; il secondo volume, curato da Vittorio Soregaroli, è invece opera completamente nuova e tratta della poesia contemporanea);
4. Le nostre parole / Il dialetto bresciano: un'eredità ricca, una persistenza fragile, (contributi di Glauco Sanga, Giovanni Bonfadini, Gabriella Motta Massussi, Egi Scapi Zanetti), in AB, Grafo edizioni, n. 21, inverno 1991, p. 8 e segg.
5. Fabrizio Galvagni, Piö 'n là (Introduzione), Editrice La Rosa, Brescia, 1994;
6. Giovanni Bonfadini, Caratteristiche e varietà del dialetto bresciano, 1989, Atlante Bresciano 21:13-25, 32.
7. Giovanni Bonfadini, Il dialetto bresciano: modello cittadino e varietà periferiche, Rivista italiana di dialettologia 14:41-92, 1990
8. Giovanni Meccia, Le mani che hanno fatto la vita, La Compagnia della Stampa, 2022; con biografie comprendenti scritti in dialetto bresciano, analisi e indicazioni per la lettura.[1]

### Dizionari
1. Vocabolario Bresciano e Toscano Compilato per facilitare a' Bresciani col mezzo della materna loro lingua il ritrovamento De' Vocaboli Modi di dire e Proverbi Toscani, Brescia, 1759 (Rist. anast., Sintesi S.p.A., Brescia, 1974)
2. Giovan Battista Melchiori, Vocabolario bresciano - italiano, 1817, ; interamente scaricabile qui: (rist. anast. del Giornale di Brescia, 1985);
3. Gabriele Rosa, Dialetti, costumi e tradizioni nelle provincie di Bergamo e Brescia, 1855
4. Vocabolarietto Bresciano-Italiano, Andrea Valentini Libraio-Editore, Brescia, 1872;
5. Gabriele Rosa, Vocabolario Bresciano-Italiano delle sole voci che si scostano fra loro, Stefano Malaguzzi Libraio-Editore, Brescia, 1877
6. Santo Ruggeri, Dizionario Bresciano Italiano, Tipografia Pavoniana, Brescia, 1970;
7. Stefano Pinelli, Piccolo dizionarietto del dialetto bresciano (note introduttive di Vittorio Mora), Grafo edizioni, Brescia, 1976;
8. Giovanni Scaramella, Nuovo vocabolario ortografico bresciano, Zanetti editore, Brescia, 1986;
9. Licinio Valseriati, Viaggio sentimentale attraverso il bresciano, Dizionario Bresciano - Italiano, Marco Serra Tarantola Editore, Brescia, 1995;
10. Marco Forzati, Dizionario Bresciano-Italiano Archiviato il 22 dicembre 2013 in Internet Archive., 1998

#### Terminologia specifica
1. Giovanni Scaramella, Rimario dialettale ortografico bresciano, Zanetti editore, Brescia, 1990;
2. E. Chiovaenda, Elenco di nomi di piante in dialetto bresciano del principio del XVII secolo, in "Atti e Memorie della R. Accademia di Scienze, Lettere ed Arti di Modena", serie V, vol. I, 1936;
3. A. Villani, Appunti sulla terminologia speleologica bresciana, in "Commentari dell'Ateneo di Brescia", Brescia, 1973;
4. G. Carini, E. Caffi, Uccelli bergamaschi e bresciani, appunti per un vocabolario, Sintesi s.p.a., Brescia, 1977 (rist. anast. di Giovanni Carini, Appunti per un vocabolario ornitologico bresciano edito dalla locale Società di Storia Naturale "Giuseppe Ragazzoni", Apollonio, Brescia, 1907);
5. Nino Arietti, I funghi del territorio bresciano nella terminologia dialettale, Note per un vocabolario dei nomi del dialetto bresciano riferito ai funghi, Museo Civico di Storia Naturale di Brescia, Brescia, 1978;
6. C. De Carli, Contributo alla conoscenza dei nomi dialettali bresciani di alberi e arbusti, Monografie di "Natura bresciana" n. 7, Brescia, 1985;
7. Andrea Salghetti (a cura di), El dialèt dei mehtér, Il dialetto dei mestieri, Biblioteca Comunale di Sale Marasino, Grafo, Brescia, 1997;

### Grammatiche
1. Marco Forzati, Grammatica essenziale del dialetto bresciano (Gramàtica esensiàl del bresà), 1998-20

### Varianti locali
1. Giovanni Bonfadini, Caratteristiche e varietà del dialetto bresciano, Atlante Bresciano 21:13-25, 32, 1989
2. Giovanni Bonfadini, Il dialetto bresciano: modello cittadino e varietà periferiche, Rivista italiana di dialettologia 14:41-92, 1991
3. Fabrizio Galvagni, Famiglie, cognomi e scötöm / Appunti di onomastica vobarnese con riferimento alla Valle Sabbia e alla Riviera Gardesana, Quaderni della Compagnia delle Pive n. 1, Vobarno, 1996;
4. Guido Bonomi, Il dialetto della Valle Sabbia, Grafo, Brescia, 1995;
5. …Mayor gremeza il mund no pothevela ancora aver…(La Passione di Nostro Signore in dialetto trumplino dal manoscritto di Bovegno del secolo XIV), Biblioteca Comunale Gardone Valtrompia, pro manuscripto, 1996;
6. Mario Pietro Zani, Na parlada ala hò fôdha - Una parlata a sé stante, Coop. A.R.C.A. Centro Etnografico della Valle Trompia, Gardone V.T., 1992;
7. C. Sbardolini, Le dialecte de Tremosine, tesi di laurea presso l'Université de la Sorbonne - Paris III, a.a. 1976/77 (relatore A Rocchetti);
8. Ugo Vaglia, Il gergo valsabbino, Brescia, 1969;
9. Lucia Matelda Razzi, Il dialetto di Salò, Grafo edizioni, Brescia, 1984;
10. Boletus Satanas (Claudio Mazzacani), Èl dialèt de Salò, (supplemento al n. 20 di "la Civetta"), Salò, 1994;
11. Boletus Satanas (Claudio Mazzacani), Èl dialèt de Salò 2, (supplemento al n. 32 di "La Civetta"), Salò, 1997;
12. Fiorino Bazzani, Graziano Melzani, Il dialetto di Bagolino, Vocabolario con note fonetico-morfologiche ed aspetti lessicali, Comune di Bagolino, Grafo edizioni, Brescia, 1988;
13. Fiorino Bazzani, Graziano Melzani, Nuovo vocabolario del dialetto di Bagolino, con note fonetico-morfologiche e aspetti lessicali  -  bagòs-italiano / italiano-bagòs. Prefazione di Giovanni Bonfadini. Comune di Bagolino, Grafo edizioni, Brescia, 2002;
14. Giuseppe Trimeloni, Dizionario etimologico del dialetto di Malcesine, Comitato del Museo Castello Scaligero di Malcesine, 1995;
15. Giliola Sabbadin, Il dialetto di Desenzano, Biblioteca Comunale di Desenzano, Grafo, Brescia, 2000.
16. Glauco Sanga, Dialetto e folklore, Ricerca a Cigole, Mondo popolare in Lombardia n. 5, Regione Lombardia, Silvana editoriale, Milano, 1979;
17. Piervittorio Rossi, Parole castiglionesi, con prefazione di Tullio De Mauro, Ricerca sul bresciano parlato a Castiglione delle Stiviere (MN), Ecostampa, Castiglione delle Stiviere, 2003.
18. Graziano Melzani, Il vocabolario del dialetto di Bagolino, in "Memorie dell'Ateneo di Salò", vol. IV, 2ª serie, 1988-1990.